# フランク・ジュウェット
フランク・ファニング・ジュウェット（Frank Fanning Jewett、1844年1月8日 - 1926年7月1日）は、明治時代にお雇い外国人として来日したアメリカ合衆国の化学者、音楽教師である。

## 経歴・人物
マサチューセッツ州ニュートンの出身。イェール大学卒業後、留学のためドイツに移住しゲッティンゲン大学で学んだ。帰国後にハーバード大学で化学の教鞭を執った。
1876年（明治9年）に日本政府の招聘により来日した。翌年から東京開成学校（現在の東京大学）に雇われ、化学の教鞭を執った。また、同時期に当時滞日していたエドワード・モースが発見した大森貝塚にある出土品の分析を担当する等、日本における化学の西洋化に貢献した。また1880年（明治13年）3月まで東京女子師範学校（現在のお茶の水女子大学）の臨時音楽教師を兼任して唱歌を教え、同月に来日したルーサー・ホワイティング・メーソンが同年4月より後任の音楽教師となった。
1880年（明治13年）7月に任期満了となり帰国した。帰国後はオーバリン大学で教鞭を執り、ロバート・ミリカンやチャールズ・マーティン・ホールといった著名な学者を輩出した。1926年ハワイのオアフ島のホノルルで死去した。